# نحي
كان نحي مسؤولًا مصريًا قديمًا يحمل ألقاب نائب الملك في كوش - حاكم المقاطعات النوبية التي كانت تحت السيطرة المصرية. كان نحي في منصبه في عهد تحتمس الثالث. في السنة الثالثة والعشرين من حكم تحتمس الثالث تبع الملك في حملته إلى سوريا. قاتل في معركة مجدو ضد أمير قادش. تم تسجيل هذه المعركة في ما يسمى حوليات معبد آمون في الكرنك. تم العثور على العديد من النقوش لنحي في النوبة، مما يدل على نشاط البناء في عدة أماكن. دفن نحي في طيبة على الرغم من فقدان الموقع الدقيق لقبره. ومع ذلك، في متحف برلين المصري محفوظة له التابوت الضخم المصنوع من الحجر الجيري. مزين ويبلغ طوله حوالي 2.55 متر. نادرًا ما يقدم ناووس للمسؤولين في هذه الفترة دليلاً على المكانة الاجتماعية العالية لنحي في عصره. بالإضافة إلى التابوت الحجري، هناك العديد من الأوشبتي الخاصة به، وهو تمثال يحمل أيضًا اسم تحتمس الثالث. كان هناك العديد من الكتل البارزة في الرامسيوم باسمه وألقابه وربما تأتي من مصلى دفنه.
قرب نهاية ملكه حسب ريزنر. يبدو أن النقوش في العامين الأولين مأخوذة من إنبني أو سيني. تم إرسال نحي للتحكم في تجديد القرابين التي نصبها سنوسرت الثالث للآلهة ديدون وجنوم في معبد سمنة.